# 太平洋Xポイント
『太平洋Xポイント』（たいへいようXポイント）は、手塚治虫による日本の漫画作品。

## 概要
『少年少女冒険王』（秋田書店）1953年1月号（1952年末発売）別冊付録に描き下しとして発表された。『少年少女冒険王』誌では100ページを超す特別別冊をたびたび付録にしていたが、その第1号が本作であり、手塚は1週間で描き上げたとあとがきに記している。初出時の題名は『太平洋X點（ポイント）』。1955年に単行本化された際に『太平洋の火柱』と改題され、その後、『太平洋Xポイント』と再改題された。
単行本化の際にラストシーンが描きなおされている。終盤の舞台となるアナタハン島はマリアナ諸島に実在する島で、執筆当時「日本兵の生き残りがいる」というニュースが報道されていた（アナタハンの女王事件）。作中では、アナタハン島をもじった「コナタハン島」も、アナタハン島の近くの島として登場する。
既にスター・システムとして多くの作品で主要登場人物を演じていたヒゲオヤジが本作では泥棒というダーティヒーローを演ずるキャスティングも特徴として挙げられる。
宮崎駿は、小学生のとき特に好きだった作品として本作を挙げており、小さな時限爆弾で戦艦が沈むさまを非現実的としながらも「作り方を工夫すればいま（インタビュー当時、1980年代）でもテレビ・スペシャルでいける」と語っている。
本作に登場する「空気爆弾」を「原水爆の脅威を予見」とする見方もある。
2013年には、手塚治虫生誕85周年記念として秋田書店から『冒険王別冊付録幻の6作品完全復刻限定版BOX』として復刻版が発売された。

## あらすじ
泥棒の地下鉄サム一味は、コスモポリタン国のコスモポリタン市にあるナーゼンコップ博士の研究所から、まんまと金庫の大金を盗み出すことに成功する。金庫の書類は手つかずだったため、ナーゼンコップ博士はどうにか研究を続けることができた。
15年が経ち、ついにナーゼンコップ博士は空気爆弾（空爆）という新型爆弾の開発に成功する。
学者たちは「空爆の連鎖反応で、地球上のすべての空気が爆発する」ことを懸念するが、コスモポリタン国軍部は連鎖反応は制御可能であると、空爆の爆発実験を太平洋Xポイントで行うと発表。街では連日「空爆反対」のデモが開催されるようになっていた。
そんな中、元泥棒一味のマックスがサムのもとを訪れ、サムの息子エリックは父が泥棒だったことにショックを受ける。サムは空爆実験を中止させるためにナーゼンコップ博士の誘拐を計画し、博士の屋敷に忍び込むが、屋敷で博士と博士の一人娘ノーマが言い争っているのを目撃する。既に空気爆弾は太平洋Xポイントことアナタハン島へ運ばれ、もはや博士が止めることもできないのだった。博士に怒ったノーマが屋敷を出て行くと、博士は拳銃自殺を図った。そして屋敷は警察に包囲され、サムだけが逃げ出すことに成功する。
サムはエリックと2人で、アナタハン島に行き、実験を阻止しようとする。どうにか島に着いた2人は島の原住民に化け、時限爆弾を手に入れると、原住民の村長の娘から空爆が積み込まれた船の図面を手に入れることに成功する。実はこの村長の娘、ノーマの変装であった。
首尾よく船に爆弾を設置し、船を爆破することに成功するがサムは銃撃され、命を落とした。

## 登場人物
地下鉄サム（サム・ユードォ）
演：ヒゲオヤジ
泥棒一味のリーダー格。子分のクラック、マックスと共に泥棒を働いていた。
泥棒から足を洗って15年。妻と一人息子のエリックと共にコスモポリタン市に暮らす。
エリック
演：ケン一
サムの一人息子。正義感が強い。
マックス・テット
演：アセチレン・ランプ
泥棒一味の一人。15年後にサムに仕事を持ちかける。
ナーゼンコップ博士の屋敷を包囲していた警官に撃たれて死亡。
クラック・ウルフ
演：ハム・エッグ
泥棒一味の一人。15年後にサムやマックスから仕事を持ちかけられるが、クラックはその情報を警察に売った。
ナーゼンコップ博士
演：お茶の水博士
空気爆弾の開発に成功する。
ノーマ
ナーゼンコップ博士の一人娘。

## 書籍情報
- 手塚治虫漫画選集20巻『大洪水時代』（1962年、鈴木出版）
- 手塚治虫漫画全集71巻『太平洋Xポイント』全1巻（1980年、講談社）
- 手塚治虫文庫全集47巻『地球の悪魔』（講談社）
- 小学館叢書『手塚治虫中期傑作集5』（1992年、小学館）
- 『大洪水時代』（1995年、角川文庫、ISBN 978-4041851241）
- 『手塚治虫 幻の名作集』日本漫画家大全（1997年、双葉社、ISBN 978-4575287226）
- 『手塚治虫漫画劇場 ヒゲオヤジの冒険』河出書房新社〈河出文庫〉、2002年9月20日。ISBN 4-309-40663-7。
- 『手塚治虫・レアコレクション-東光堂作品集』（2012年、小学館クリエイティブ、ISBN 978-4778032319）